# Бевилакква, Энтони Джозеф
Энтони Джозеф Бевилакква (англ. Anthony Joseph Bevilacqua; 17 июня 1923, Бруклин, США — 31 января 2012, Виннвуд, Пенсильвания, США) — американский кардинал, доктор обоих прав. Титулярный епископ Акве-Альбы Бизаценской и вспомогательный епископ Бруклина с 4 октября 1980 по 10 октября 1983. Епископ Питтсбурга с 10 октября 1983 по 8 декабря 1987. Архиепископ Филадельфии с 8 декабря 1987 по 15 июля 2003. Кардинал-священник с титулом церкви Сантиссимо-Реденторе-э-Сант-Альфонсо-ин-виа-Мерулана с 28 июня 1991.